# Jars of Clay
Jars of Clay is een internationaal bekende christelijke rockband, opgericht in Greenville, Illinois. De band bestaat uit Dan Haseltine, Charlie Lowell, Stephen Mason en Matthew Odmark. Jars of Clay heeft geen permanente drummer en basspeler. Deze posities werden anno 2007 vervuld door Joe Porter en Aaron Sands tijdens liveconcerten.
De naam van de band is afgeleid uit 2 Korinthiërs 4:7 waar staat: "Maar deze schat dragen we mee in aarden potten, en zo wordt duidelijk dat die onmetelijk grote kracht niet van onszelf komt maar van God."

## Geschiedenis

### In den beginne
Jars of Clay werd voor het eerst geformeerd op het Greenville College in Illinois in de vroege jaren negentig. De eerste drie bandleden waren Dan Haseltine, Steve (Stephen) Mason en Charlie Lowell. Ze hadden niet de ambitie een carrière op te bouwen in de muziek, maar deden het meer voor hun plezier. Ze zagen zichzelf als een studentenbandje. Later kwamen gitarist Matt Bronleewe en drummer Scott Savage bij de band. Ze ondersteunden Haseltine, Mason en Lowell bij hun liveoptredens.

### In de spotlight
In 1994 leverden ze een demo in bij een gospeltalentenjacht en werkten ze zich op tot een van de finalisten. Ze reisden af naar Nashville en wonnen deze finale. Toen ze weer thuis waren in Greenville, brachten ze een zelf geproduceerde single Frail uit. Deze demo en hun optreden in Nashville zorgde ervoor dat ze aandacht kregen van platenmaatschappijen. Ze stopten acuut met school en besloten te verhuizen naar Nashville. Bronleewe werd in deze periode vervangen door Matt Odmark.

### Succes
De band tekende een contract bij Essential Records en nam haar eerste volledige album op. King Crimson en Adrian Belew hoorden van de band en boden aan om de productie van dit album op zich te nemen. In 1995 kwam het album, en het nummer "Flood" werd veel gedraaid op christelijke radiostations. Op dit moment heeft het album twee keer platina.

### Volgende albums
De band toerde door het land met andere christelijke bands. In 1997 bracht ze haar tweede album Much Afraid uit. Het album was succesvol en won zelfs een Grammy. Het succes van het voorgaande album zou echter niet geëvenaard worden.
In 1999 maakten ze hun derde album If I Left The Zoo, die op dit moment een gouden status heeft. Drummer Scott Savage verliet de band en werd vervangen door Joe Porter.

### Jars in het nieuwe millennium
In 2001 haalden de vier bandleden eindelijk hun graad op het Greenville College, waar drie van hen studeerden voordat ze in 1994 naar Nashville verkasten.
In 2002 produceerde de band hun vierde album, The Eleventh Hour genaamd, een jaar later gevolgd door de dubbel-cd "Furthermore (From the studio – From the stage)" uit.
In 2003 werd hun vijfde album Who We Are Instead gelanceerd.
In 2005 kwam Redemption Songs uit, bestaande uit een collectie van oude hymnes die de band zong toen ze nog veel in kerken speelden.
Het rockalbum Good monsters kwam uit in 2006. Dit is het stevigste album van de heren tot nu toe.

## Bloodwater
Leadsinger Dan Haseltine bracht in 2002 een bezoek aan Afrika, waar hij geïnspireerd raakte door de non-profitorganisatie Bloodwater Mission. De organisatie zet zich in voor armoede en aidsbestrijding op het Afrikaanse continent. De naam komt van de twee dingen waar Afrika het meest behoefte aan heeft, schoon water en schoon bloed. De missie is begonnen met het 1000-bronnenproject, dat ervoor moet zorgen dat overal in Afrika bronnen aangelegd worden voor schoon water.

## Jars Overtuigingen
De band is altijd heel open geweest over hun christelijke overtuigingen. Ze beschouwen zichzelf als voorbeelden voor de samenleving, en dragen dit ook uit aan hun kinderen en mensen om hen heen. Hun muziek is niet moralistisch te noemen, maar richt zich op Jezus' boodschap van de liefde. "Veel christenen zouden willen dat we een grotere agenda hebben", zijn de woorden van Haseltine.

## Bandleden

### Huidige bandleden
- Dan Haseltine – leadzang, percussie
- Charlie Lowell – piano, orgel, accordeon, toetsen, zang
- Steve (Stephen) Mason – gitaar, vocals, drums, mandoline, zang
- Matt (Matthew) Odmark – gitaar, banjo, zang

### Vroegere bandleden
- Matt Bronleewe – gitaar (1993-1994)

### Toerende bandleden
- Scott Savage – drums (1993-1999)
- Joe Porter – drums (1999 – heden)
- Aaron Sands – basgitaar

## Discografie

### Studioalbums
- Jars of Clay (1995)
- Much Afraid (1997)
- If I Left the Zoo (1999)
- The Eleventh Hour (2002)
- Furthermore: From the Studio, From the Stage (2003)
- Who We Are Instead (2003)
- Redemption Songs (2005)
- Good Monsters (2006)
- Greatest Hits (2008)
- The Long Fall Back to Earth (2009)
- The Shelter (2010)
- Inland (2013)